# Obrzyn

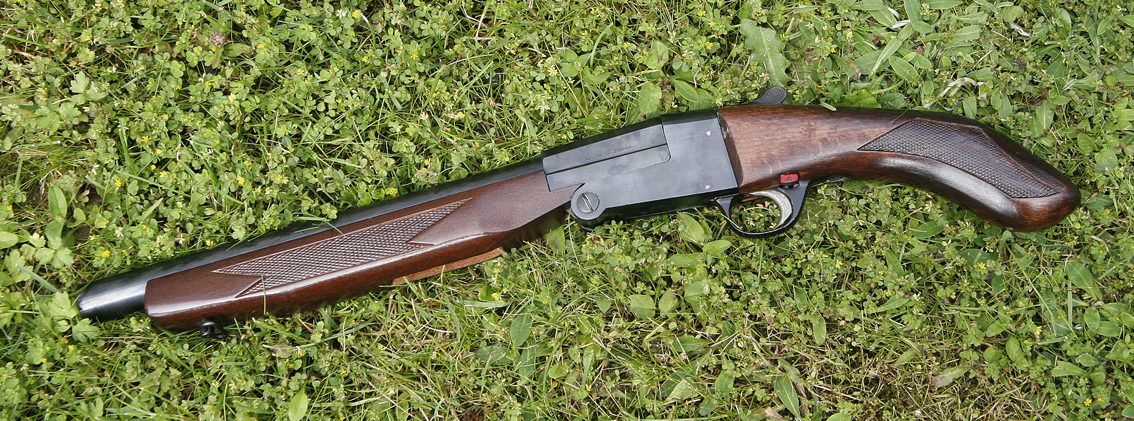
Lupara

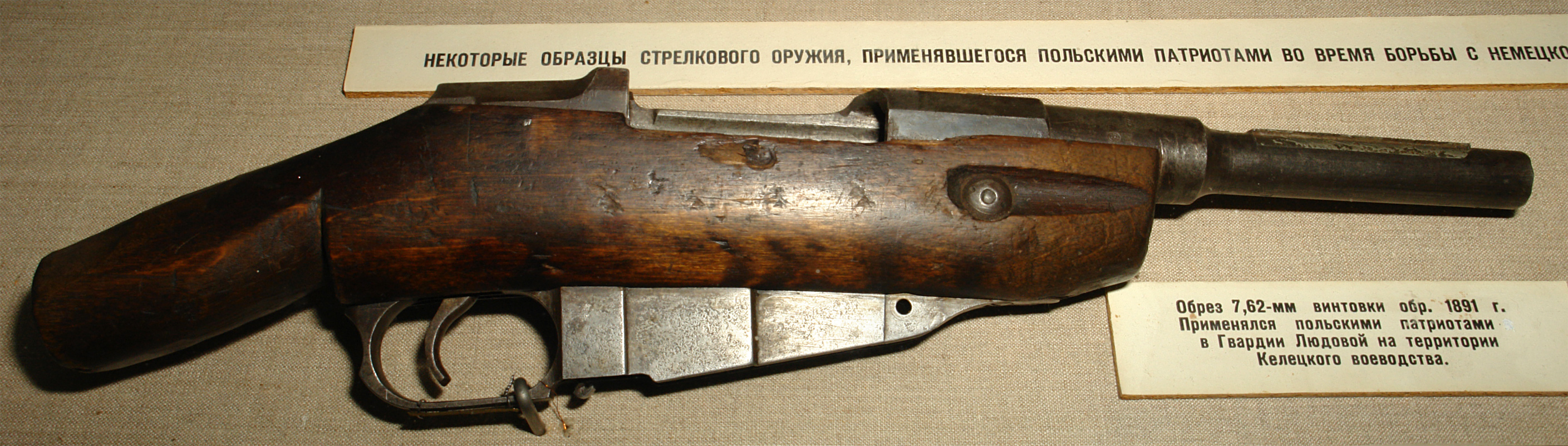
Obrzyn karabinu Mosin

Obrzyn – pierwotnie długa broń strzelecka, poddana modyfikacji poprzez jej znaczne skrócenie (dokonując obcięcia części lufy a niekiedy również kolby).
Do wytwarzania obrzynów wykorzystywane są najczęściej strzelby lub karabiny. Broń poddana takiej modyfikacji staje się bardzo poręczna (co może okazać się przydatne podczas walki na krótkich dystansach), jednak znaczne skrócenie lufy powoduje skrajne pogorszenie celności, donośności oraz zwiększenie rozrzutu. Dodatkowo obcięcie kolby uniemożliwia jej stabilne oparcie o ramię co w konsekwencji może okazać się problematyczne przy celowaniu oraz kontrolowaniu odrzutu. 
Cechą charakterystyczną obrzynów jest możliwość ich skrytego przenoszenia, co czyni tego rodzaju broń praktyczną z perspektywy przestępców (zwłaszcza kłusowników) oraz działających konspiracyjnie organizacji ruchu oporu.

## Stan prawny
Tę sekcję należy dopracować:

przedstawiono sytuację tylko z polskiej perspektywy – sekcja powinna być przekrojowa.
Pomóż ją poprawić. 
Tego typu modyfikacja broni palnej jest w Polsce legalna, o ile nie powoduje zmiany kalibru bądź klasyfikacji modyfikowanej broni.